# Abracadabra (album de Jean Schultheis)
Pour les articles homonymes, voir Abracadabra (homonymie).
Albums de Jean Schultheis
Spectacles
(1978) Grandir
(1983)
Abracadabra est le deuxième album du chanteur Jean Schultheis, paru en 1981. Il contient le tube Confidence pour confidence.

## Chansons
Toutes les chansons sont écrites et composées par Jean Schultheis.
| No | Titre                             | Durée |
| -- | --------------------------------- | ----- |
| 1. | Tu peux bien croire en ton étoile | 4:15  |
| 2. | T'es ma baby                      | 4:26  |
| 3. | Confidence pour confidence        | 4:46  |
| 4. | Je fais swinguer mon klaxon       | 4:11  |
| 5. | Je largue tout                    | 4:15  |
| 6. | App'lez la police                 | 4:07  |
| 7. | Rien que des mots                 | 3:55  |
| 8. | Les mains palmées                 | 3:46  |
| 9. | J'me regarde en douce             | 3:24  |